# Західно-Старовірівське газоконденсатне родовище
Західно-Старовірівське газоконденсатне родовище — належить до Машівсько-Шебелинського газоносного району Східного нафтогазоносного регіону України.

## Опис
Розташоване в Харківській області на відстані 25 км від м. Берестин.
Знаходиться в південно-східній частині приосьової зони Дніпровсько-Донецької западини в межах Хрестищенсько-Єфремівського структурного валу.
Підняття виявлене в 1947 р. У відкладах гжельського ярусу верхнього карбону структура є асиметричною брахіантикліналлю субширотного простягання, ускладненою на перикліналях Хрестищенським та Старовірівським соляними діапірами. Розміри підняття по ізогіпсі — 4000 м 7,7х2,2 м, амплітуда понад 250 м. У 1969 р. з верхньокам'яновугільних відкладів з інт. 3892-4048 м отримано фонтан газу дебітом 50,5 тис. м³/добу через штуцер діаметром 8 мм.
Поклади пластові, склепінчасті, літологічно обмежені. Колектори — пісковики. Режим покладів газовий. Запаси початкові видобувні категорій А+В+С1: газу — 515 млн. м³; конденсату — 5 тис. т.